# Coccidophilus atronitens
Coccidophilus atronitens är en skalbaggsart som först beskrevs av Thomas Casey 1899.  Coccidophilus atronitens ingår i släktet Coccidophilus och familjen nyckelpigor. Inga underarter finns listade i Catalogue of Life.